# Saint-Germain-des-Grois
Saint-Germain-des-Grois je francouzská obec v departementu Orne v regionu Normandie. Žije zde 204 obyvatel.

## Geografie

### Sousední obce
| Růžice kompasu |                    | Rémalard en Perche      |              | Růžice kompasu |
| Růžice kompasu | Verrières          | Sever                   | Bretoncelles | Růžice kompasu |
| Růžice kompasu | Verrières          | Saint-Germain-des-Grois | Bretoncelles | Růžice kompasu |
| Růžice kompasu | Verrières          | Jih                     | Bretoncelles | Růžice kompasu |
| Růžice kompasu | Sablons sur Huisne |                         |              | Růžice kompasu |